# 제트부인
제트부인은 한국에서 제작된 이규웅 감독의 1967년 영화이다. 김진규 등이 주연으로 출연하였고 이수희 등이 제작에 참여하였다.

## 출연

### 주연
- 김진규
- 도금봉
- 김승호

## 제작진
- 원작자: 추식
- 프로듀서: 이수희
- 조명: 오인환
- 미술: 노인택